# Arthur Ewert
Arthur Ewert (30. listopadu 1890 – 3. července 1959) byl německý komunista a funkcionář Kominterny, ve 20. letech člen vedení KS Německa, od konce 20. let a ve 30. letech představitel Kominterny u komunistických stran Spojených států amerických, Číny, Argentiny a Brazílie. Koncem roku 1935 byl v za svou politickou činnost v Brazílii zatčen, odsouzen na 13 let vězení a mučen tak krutě, že ztratil zdravý rozum. V květnu 1945 byl amnestován a nakonec se vrátil do východního Německa, kde prožil zbytek života v různých léčebnách.

## Život
Narodil se v rodině drobného rolníka ve východním Prusku. Roku 1928 vstoupil do německé sociálnědemokratické strany. V roce 1914 emigroval do Kanady, kde se zapojil do protiválečného socialistického hnutí. Proto byl v roce 1919 zatčen a deportován do Německa, kde vstoupil do komunistické strany. Působil jako stranický aktivista v Berlíně. V roce 1923 byl zvolen do ústředního výboru KS Německa (Zentralen der KPD) a zároveň vedl hesenskou organizaci strany. Po hamburském povstání koncem roku 1923 byl nucen odejít do ilegality, kde zůstal až do roku 1928. Roku 1924 z vedení strany vypadl a přešel do aparátu Kominterny v Moskvě. Roku 1925 se vrátil do vedení KS Německa (jako člen politbyra) a roku 1928 byl zvolen i do říšského sněmu. Mezitím roku 1927 zastupoval Kominternu na sjezdu KS USA. Roku 1929 byl odvolán z vedení KS Německa a nadále se soustředil na práci v mezinárodním komunistickém hnutí.
Roku 1930 působil jako představitel Kominterny u KS USA, téhož roku byl Kominternou přeložen do Argentiny. Následujícího roku se vrátil do Moskvy. V letech 1932–1934 vedl skupinu zástupců Kominterny u KS Číny v Šanghaji. Od roku 1934 zastupoval Kominternu u Komunistické strany Brazílie. Koncem roku 1935 byl se svou manželkou zatčen brazilskou policií a oba krutě mučeni. Evert byl odsouzen ke 13 letům vězení a v důsledku mučení přišel o rozum. Roku 1942 byl převeden do psychiatrické léčebny a roku 1945 obdržel milost. Byl převezen do východního Německa, kde dožil v různých nemocnicích a léčebnách.
Zemřel roku 1959. Urna s jeho popelem je uložena v socialistickém památníku na ústředním hřbitově Friedrichsfelde v Berlíně-Lichtenbergu.